# Орзу (район Рудаки)
Орзу (тадж. Орзу; до 2008 года — Анакулобод) — село в районе Рудаки Республики Таджикистан. Входит в состав джамоата (сельской общины) Чоргултеппа.
Находится на расстоянии 7 км от районного центра (пгт. Сомониён).
Население — 485 чел. (2017).